# Alan Shepard

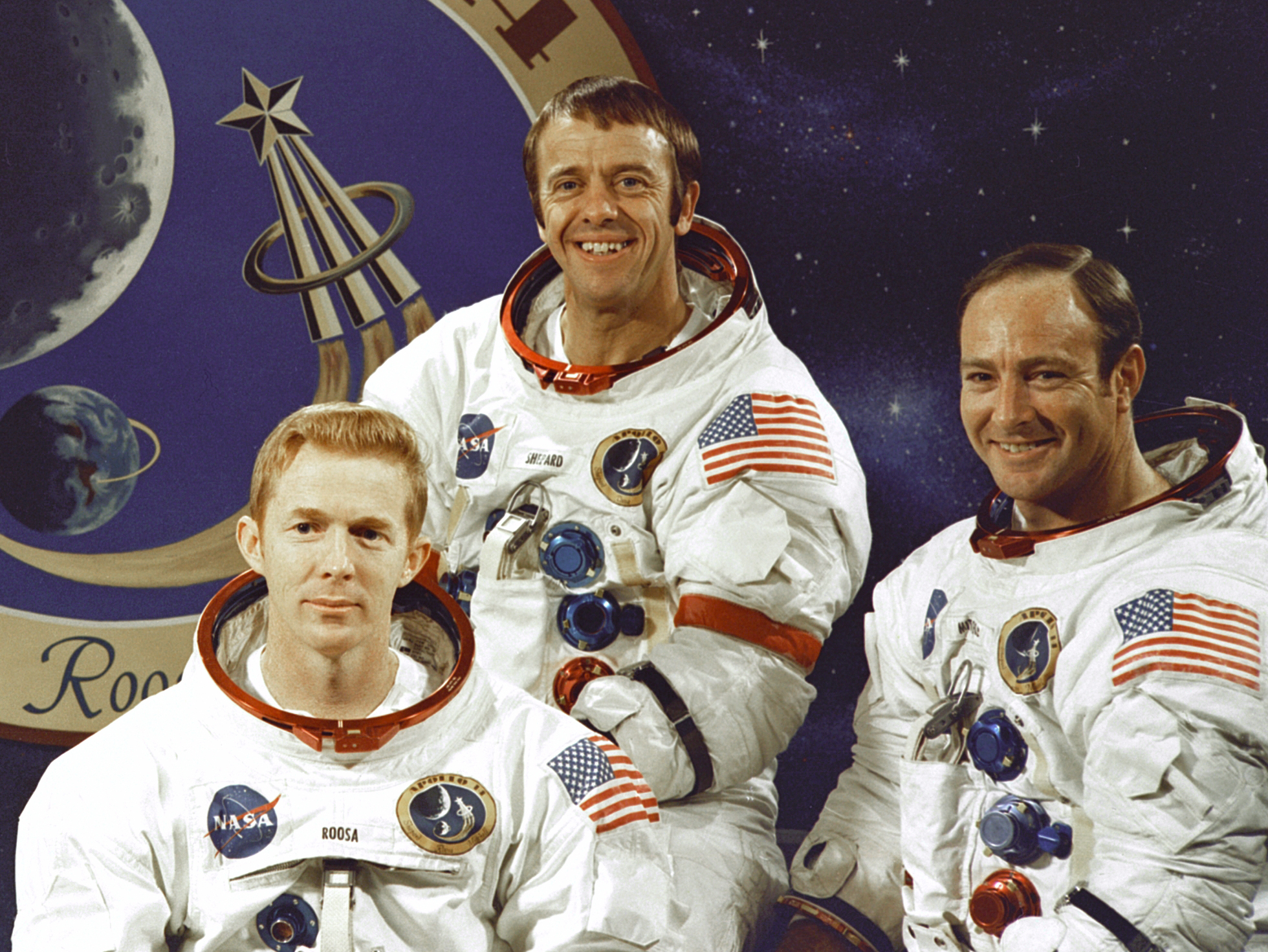
Załoga Apollo 14: (od lewej) Stuart Roosa, Alan Shepard i Edgar Mitchell

Alan Bartlett Shepard Jr. (ur. 18 listopada 1923 w Derry, zm. 21 lipca 1998 w Monterey) – pierwszy amerykański astronauta, kontradmirał United States Navy. Piąty człowiek, który stanął na powierzchni Księżyca.

## Życiorys
Urodził się 18 listopada 1923 roku w Derry. Po ukończeniu nauki w Pinkerton Academy w Derry w roku 1941 postanowił kontynuować naukę w Akademii Morskiej w Annapolis, a po jej ukończeniu uzyskać przydział do lotnictwa marynarki USA. W grudniu 1941 Japończycy zaatakowali i niemal zniszczyli amerykańską Flotę Pacyfiku zgrupowaną w Pearl Harbour. Wydarzenia te odbiły się bezpośrednio na studiach Sheparda. Okres nauki skrócono z czterech lat do trzech. W 1944 roku otrzymał promocję i pierwszy przydział do Stacji Lotnictwa Marynarki Wojennej w Jacksonville na Florydzie. Wkrótce opuścił stację i rozpoczął służbę na pokładzie niszczyciela „Cogswell” operującego na Pacyfiku. Na pokładzie tego okrętu brał udział w ostatnich zwycięskich bitwach z flotą japońską. W lutym 1945 roku powrócił do kraju.
We wrześniu 1945 roku podporucznik Shepard rozpoczął służbę w bazie Corpus Christi w Teksasie. W trakcie pobytu w bazie brał prywatne lekcje latania i na kilka miesięcy przed końcem pobytu uzyskał licencję pilota cywilnego. Następnie uzyskał złote skrzydełka pilota wojskowego i rozpoczął morsko-lotniczą służbę na pokładzie lotniskowca „Franklin D. Roosevelt”, a później na lotniskowcu „Midway”. W 1950 roku został wysłany do Szkoły Pilotów Doświadczalnych w bazie Patuxent River, w hrabstwie St. Mary’s w stanie Maryland.
W roku 1955 komandor podporucznik Shepard przeniósł się na stałe, wraz z rodziną, do bazy w Patuxent River, tym razem jako instruktor oblatywacz. Rozpoczął studia w Akademii Wojennej Marynarki USA, które ukończył w 1958. W 1957 roku, gdy studiował w Akademii, nastał początek ery kosmicznej.

### Astronauta
Był jednym z siedmiu uczestników programu Mercury, wybranych w kwietniu 1959. 5 maja 1961 rakieta Redstone wyniosła pojazd „Freedom 7” z Shepardem na pokładzie, na suborbitalną wysokość 116 mil (ok. 187 km). Na krótko przed startem misji Mercury 3 („Freedom 7") miał powiedzieć: Please, dear God, don't let me fuck up.
Następnie został wyznaczony do pilotowania pojazdu „Freedom 7-II” w ramach misji Mercury 10, planowanej na trzy dni w październiku 1963, którą jednak odwołano 13 czerwca 1963. W rezultacie powierzono mu funkcję pilota-dowódcy pierwszej załogowej misji w ramach programu Gemini. Jako drugi pilot miał lecieć Thomas Stafford. Niestety na początku 1964 u Sheparda stwierdzono chorobę Ménière’a, powodującą narastanie ciśnienia w uchu wewnętrznym, skrajną nadwrażliwość zmysłu równowagi, a w konsekwencji dezorientację i mdłości. Dolegliwość ta była przyczyną wykluczenia go z lotów niemal do końca lat 60. XX wieku. Natomiast misję Gemini 3 wypełnili Virgil Grissom i John Young.
W 1963 Shepard został mianowany szefem Biura Astronautów (Chief of the Astronaut Office), do jego obowiązków należały:
- nadzór koordynacji, planowania i kontroli wszystkich czynności związanych z astronautami NASA, w tym przygotowanie i wdrożenie programów treningu, zapewniających gotowość personelu naziemnego i pilotów w ramach misji załogowych;
- zbieranie ocen pilotów dotyczących projektów, konstrukcji i działania podsystemów w statkach kosmicznych oraz oprzyrządowania naziemnego;
- tworzenie jakościowych ocen naukowych i inżynierskich, wspomagających ogólne planowanie misji, formułowanie procedur operacyjnych, wybór i prowadzenie poszczególnych eksperymentów dla każdego lotu.

Shepard powrócił do korpusu astronautów w maju 1969 po przebytej uprzednio operacji korygującej i zastosowaniu nowo opracowanej wówczas metodzie leczenia choroby Ménière’a.
W wieku 47 lat, jako najstarszy astronauta w ówczesnym programie, Shepard po raz drugi wziął udział w locie kosmicznym, jako dowódca statku Apollo 14. Misja trwała od 31 stycznia do 9 lutego 1971. Jego partnerami w trzeciej wizycie człowieka na Księżycu byli: Stuart Roosa – pilot modułu dowodzenia i Edgar Mitchell – pilot lądownika. Shepard i Mitchell po wylądowaniu na Księżycu modułem „Antares”, uruchomili wiele urządzeń pomiarowych, wykonali szereg doświadczeń i zebrali około 45 kg próbek z powierzchni.
Inne dokonania misji Apollo 14:
- pierwsze użycie samobieżnego transportera sprzętu;
- wprowadzenie największej masy na orbitę Księżyca;
- najdłuższy czas przebywania na powierzchni Księżyca (33 godziny 30 minut 31 sekund)[4];
- najdłuższy czas spacerów po Księżycu (9 godzin 22 minuty 31 sekund)[4];
- pierwsze użycie technik szybkiego łączenia statków na orbicie Księżyca;
- pierwsze użycie telewizji kolorowej na powierzchni Księżyca;
- pierwszy z długotrwałych programów naukowych na orbicie Księżyca, przeprowadzony w czasie, kiedy moduł lądownika był oddzielony od modułu dowodzenia;
- pierwsza gra w golfa w kosmosie (na powierzchni Księżyca).

## Życie prywatne
Alan Shepard w lutym 1945 zawarł związek małżeński z Louise Brewer, znajomą jeszcze z czasów Akademii w Annopolis. Zmarł na białaczkę w Community Hospital on the Monterey Peninsula w Kalifornii. Jego żona, Louise Brewer, zmarła pięć tygodni później. Małżeństwem byli 53 lata.

## Upamiętnienie
- Główny bohater trylogii gier Mass Effect, który jest komandorem, otrzymał nazwisko Shepard dla upamiętnienia astronauty.

- USNS „Alan Shepard” okręt USA.

- New Shepard, statek kosmiczny Blue Origin.

- Stowarzyszenie Uczestników Lotów Kosmicznych (Association of Space Explorers(inne języki)) przyznało mu pośmiertnie dwie odznaki Universal Astronaut Insignia: za lot suborbitalny (nr 1) i za lot orbitalny (nr 48)[6].